# Mordellistena dieckmanni
Mordellistena dieckmanni är en skalbaggsart som beskrevs av Karl Friedrich Ermisch 1963. Mordellistena dieckmanni ingår i släktet Mordellistena, och familjen tornbaggar. Arten är reproducerande i Sverige.